# MYH4
MYH4‏ (Myosin heavy chain 4) هوَ بروتين يُشَفر بواسطة جين MYH4 في الإنسان.